# Satuba
Satuba é um município brasileiro do estado de Alagoas, localizado na Região Metropolitana de Maceió.

## História
Antes conhecida como um povoado denominado Carrapato, Satuba basicamente era formada por algumas casas de taipas, cujos pioneiros foram familiares de Manoel Joaquim de Barros e de sua esposa Úrsula de Melo Barros. Suas terras pertenciam à vila de Santa Luzia do Norte, e depois a Rio Largo, de onde foram desmembradas. 
Em 1893 foi construída uma capela, que mais tarde, foi reformada para ser a Matriz de Nossa Senhora da Guia. Dois sítios e dois engenhos garantiam o desenvolvimento do povoado, um dos quais se localizava no terreno onde funciona hoje a Escola Agrotécnica Federal de Satuba (Instituto Federal de Educação Tecnológica de Satuba). A navegação lagunar, com pequenas embarcações, fazia a comunicação com Santa Luzia, Coqueiro Seco e Maceió.
Seu crescimento populacional só começou mesmo com a chegada da linha férrea, fato que foi reforçado mais adiante com o surto de estradas de rodagem que ligavam a capital ao interior, principalmente no sentido do Agreste e do Sertão, onde proporcionou a implantação da primeira escola pública do povoado, que até 1950 pertencia a Rio Largo.
O primeiro comerciante a se estabelecer na localidade foi José Ferreira de Barros, e a agência dos Correios o primeiro serviço público ali instalado.
Após o censo os moradores começaram a lutar pela emancipação. Assim em 1960, a lei nº 2.265 estabeleceu a sua autonomia política e administrativa. A proposta da comunidade foi abraçada pelos políticos Aristeu Lopes de Oliveira e Walter Figueiredo, este então deputado estadual por Rio Largo.  
Carrapato, então, teve alterado seu nome para Satuba, que segundo a professora Carmem Lúcia Dantas, “o povoado passou a ser chamado de Satuba, que se acredita ser uma corruptela de saúva, ou saúba, devido a uma espécie de formiga que muito incomodava os operários que construíam a trilha férrea da Great Western”. 

## Geografia
Sua população estimada em 2004 era de 14.283 habitantes. Sua Área é de 42,56 km² representando 0.1533% do Estado, 0.0027% da Região e 0.0005% de todo o território brasileiro. 
Seu IDH é de 0.735 segundo o Atlas de Desenvolvimento Humano/PNUD (2000).